# Hoàng Phủ Mật
Hoàng Phủ Mật (giản thể: 皇甫谧; phồn thể: 皇甫謐; bính âm: Huángfǔ Mì; 215 – 282), tự là Sĩ An (士安), tên hồi nhỏ là Hoàng Phủ Tịnh (皇甫靜) là học giả, thầy thuốc, ẩn sĩ sống vào thời Tam Quốc và Tây Tấn trong lịch sử Trung Quốc.

## Cuộc đời
Hoàng Phủ Mật quê ở huyện Triều Na, quận An Định, Ung Châu, là chắt của danh tướng Hoàng Phủ Tung thời Đông Hán. Ông nội là Hoàng Phủ Thúc Hiến (皇甫叔獻), làm Huyện lệnh Bá Lăng, còn cha là Hoàng Phủ Thúc Hầu (皇甫叔侯), được cử Hiếu liêm. Hoàng Phủ Mật thuở nhỏ mất mẹ, được quá kế cho chú ruột làm con thừa tự, nên phải chuyển đến sống ở huyện Tân An.
Cho đến năm hai mươi tuổi, sử sách ghi rằng Hoàng Phủ Mật không thích học tập, suốt ngày lêu lổng, hít hàn thực tán, bị mọi người cho là mắc bệnh. Người thím họ Nhâm lấy Hiếu kinh và tích Mạnh mẫu khuyên nhủ, từ ấy Mật mới tỉnh ngộ, từ bỏ thói xấu, ngày đêm đọc sách. Nhà Mật nghèo khó, phải tự mình ra đồng, dù thế vẫn luôn mang theo sách để đọc, nhờ đó mà tổng kết được kiến thức của trăm nhà, kể cả khi mắc bệnh thấp khớp thì tay vẫn không rời sách. Nhiều người khuyên Mật tu dưỡng danh vọng, mở rộng quan hệ, từ đó kiếm lấy công danh phú quý, nhưng Mật khẳng khái phản bác, chỉ vùi đầu vào sách vở đến mức quên ăn quên tắm, bị người đương thời gọi là Thư dâm (書淫; con nghiện sách). Năm 248, Hoàng Phủ Mật từng mơ thấy Đại tướng quân Tào Sảng bị tru di.
Năm 40 tuổi, con ruột của người chú đã thành niên, mẹ kế đã qua đời, Mật bị trả về dòng cũ, một mình về quê tiếp tục nghiên cứu. Thái thú Ngụy quận cử Mật làm Hiếu liêm, mời làm Thượng kế duyện, bị Mật từ chối. Năm 263, Tướng quốc Tư Mã Chiêu trưng tịch Mật vào phủ, cũng bị từ chối. Tấn Vũ đế lên ngôi, nhiều lần muốn mời Mật vào triều mà không được. Hoàng Phủ Mật dâng biểu lên Vũ đế hỏi mượn sách, Vũ đế cho cả một xe sách đến, Mật dù có bệnh nhưng vẫn nghiền ngẫm từng câu chữ. Dù vậy, đến năm Hàm Ninh (275–280), Tấn Vũ đế dùng các chức Thái tử Trung thứ tử, Nghị lang, Trước tác lang để vời, Tư Lệ Hiệu úy Lưu Nghị lại vời làm Công tào, nhưng chung quy vẫn bị từ chối.
Năm 282, Hoàng Phủ Mật mất ở quê nhà, thọ 68 tuổi. Trong các học trò của Hoàng Phủ Mật có Chí Ngu, Trương Quỹ, Ngưu Tống (牛綜), Tịch Thuần (席純) làm quan cho nhà Tấn, đều để lại tiếng tốt.

## Tác phẩm
Tác phẩm nổi tiếng nhất của Hoàng Phủ Mật là ba danh tác y học Tố vấn, Châm kinh (針經) tức Linh khu kinh, Minh đường khổng huyết châm cứu trị yếu (明堂孔穴針灸治要), về sau được tổng hợp thành tác phẩm Hoàng Đế tam bộ châm cứu giáp ất kinh (黃帝三部鍼灸甲乙經) gồm 10 quyển, đến thời Nam Bắc triều được biên tập lại thành 12 quyển.
Ngoài ra Hoàng Phủ Mật còn viết tiểu thuyết Huyền Yến xuân thu (玄晏春秋), nay đã thất truyền, các tác phẩm sử học Đế vương thế kỷ, Cao sĩ truyện, Dật sĩ truyện (逸士傳), Liệt nữ truyện, Niên lịch (年历),... được đánh giá cao khi đã bổ sung nhiều tư liệu quý giá.

## Trong văn hóa
Năm 2014, bộ phim Hoàng Phủ thần y phát sóng, với diễn viên Trần Hạo Dân vào vai Hoàng Phủ Mật.